# شاپرک ساقه‌خوار سفید برنج
شاپرک ساقه‌خوار سفید برنج (نام علمی: Scirpophaga innotata) نام یک گونه از تیره علف‌بیدان است.
این شاپرک در اندونزی، پاکستان فیلیپین و مناطق گرمسیری شمال استرالیا زندگی می‌کند. لاروهای آن از آفت‌های برنج است.